# Nordens språkråd
Expertgruppen Nordens språkråd (ENS) är sedan 2009 en expertgrupp under Nordiska ministerrådet med uppgift att realisera överenskommelserna i Helsingforsavtalet(no) från 1962 och senare avtal, samt fokusera på rådgivning, särskilt med hänsyn till en stärkt språkförståelse hos barn och unga. Rådet består av 10 medlemmar, en från vardera Danmark, Island, Norge, Sverige, Färöarna, Grönland och Åland, samt två från Finland och en från Sametinget.
Nordens språkråd föregicks 1978–1996 av Nordisk språksekretariat med säte i Oslo och 1997–2004 av Nordiska språkrådet.